# Unsterblich
Unsterblich – album niemieckiego zespołu punkrockowego Die Toten Hosen, wydany w 1999 roku.

## Lista utworów
1. „Entschuldigung, es tut uns leid!” (Frege/Jacques Palminger, Frege, Joe Tirol) − 4:05
2. „Lesbische, schwarze Behinderte” (van Dannen/van Dannen) − 2:28 (Funny van Dannen cover)
3. „Warum werde ich nicht satt?” (Breitkopf, von Holst/Frege) − 3:28
4. „Wofür man lebt” (von Holst, Meurer/Frege) − 3:18
5. „Helden und Diebe” (Breitkopf/Frege) − 6:05
6. „Sonntag im Zoo” (Frank Ziegert) − 2:37 (Frank Z. cover)
7. „Schön sein” (Frege, van Dannen/Frege, van Dannen) − 3:12
8. „Container-Lied” (Meurer/Frege) − 1:07
9. „Alles wie immer” (Meurer/Frege) − 2:49
10. „Unsterblich” (Frege, von Holst/Frege) − 3:46
11. „Inter-Sex” (Meurer) − 0:40
12. „Call of the Wild” (Breitkopf/Frege, T. V. Smith) − 3:23
13. „Unser Haus” (von Holst/Frege) − 3:22
14. „Regen” (Rohde/Frege) − 2:09
15. „König der Blinden” (Breitkopf, von Holst/Frege) − 3:32
16. „Bayern” (van Dannen, Frege/van Dannen, Frege) − 4:16
17. „Der Mond, der Kühlschrank und ich” (van Dannen, Frege/van Dannen, Frege) − 2:43
18. „Die Unendlichkeit” (von Holst/Frege) − 1:28

## Dodatkowe utwory na reedycji z 2007 roku
1. „Ich seh' die Schiffe den Fluß herunterfahren” (Ziegert, Strauss/Hansen) – 2:41 (Abwärts cover)
2. „Fußball” (von Holst/Frege) – 2:09 (from „Schön sein”)
3. „Im Westen nichts Neues” (Breitkopf/Frege) – 1:59
4. „Gesicht 2000” (Breitkopf/Frege) – 2:20 (Unsterblich demo)
5. „Lass doch mal Dampf ab” (Christian Bruhn/Fred Weyrich) – 2:24 (Gert Fröbe cover)
6. „Meine Stadt” (Breitkopf/Frege) – 2:47
7. „Neandertaler” (van Dannen, Frege/van Dannen, Frege) – 3:22 (Unsterblich demo)
8. „In der Nacht der lebenden Leichen” (Meurer/Frege) – 2:33
9. „You're Dead” (von Holst/Frege, Smith) – 4:41

## Single
- 1999 „Schön sein”
- 2000 „Unsterblich”
- 2000 „Bayern”
- 2000 „Warum werde ich nicht satt?”

## Wykonawcy
- Campino – wokal
- Andreas von Holst – gitara
- Michael Breitkopf – gitara
- Andreas Meurer – gitara basowa
- Wolfgang Rohde – perkusja (utwory: 4, 11, 14, 16)
- Vom Ritchie – perkusja
- Big Noise Orchestra (Hans Steingen) – instrument dęty blaszany
- Birte Schuler – wiolonczela

## Listy przebojów
| Rok  | kraj       | Pozycja |
| ---- | ---------- | ------- |
| 1999 | Niemcy     | 1       |
| 1999 | Austria    | 6       |
| 1999 | Szwajcaria | 9       |